# Mrázkova louka
Mrázkova louka je přírodní památka poblíž obce Bory v okrese Žďár nad Sázavou v kraji Vysočina. Chráněné území o rozloze 2,26 ha v nadmořské výšce 541 - 544 metrů spravuje Krajský úřad Kraje Vysočina.

## Předmět ochrany
Chráněné území je charakterizováno jako mozaika lučních biotopů vlhkých pcháčových luk, nevápnitých mechových slatinišť a podhorských smilkových trávníků. Vyskytují se zde vzácné a ohrožené druhy rostlin a živočichů, jako je rosnatka okrouhlolistá (Drosera rotundifolia), prstnatec májový (Dactylorhiza majalis), tolije bahenní (Parnassia palustris) a hadilka obecná (Ophioglossum vulgatum).

## Přístup
Přírodní památka se nachází asi dva kilometry severně od obce Bory. Ze zhruba tři kilometry vzdálené železniční zastávky Sklené nad Oslavou na železniční trati Brno – Havlíčkův Brod vede k této lokalitě červeně značená turistická cesta.